# Bad as I Wanna B
| Recensione       | Giudizio |
| ---------------- | -------- |
| AllMusic         | [ 1 ]    |
| Robert Christgau | **       |

Bad as I Wanna B è il quinto album della rapper statunitense MC Lyte, pubblicato nel 1996 dalla EastWest Records America, sussidiaria della Warner. È uno dei lavori di maggior successo commerciale della rapper, raggiungendo la top 60 nella Billboard 200.

## Tracce
1. Keep On, Keepin' On (feat. Xscape) – 4:32
2. Have U Ever – 3:34
3. Everyday (feat. Kandi Burruss) – 3:46
4. Cold Rock a Party – 4:17
5. TRG (The Rap Game) – 4:03
6. One on One – 3:46 – Goldenboy
7. Zodiac – 2:46
8. Druglord Superstar (feat. Da Brat) – 4:03
9. Keep On, Keepin' On (Remix) (feat. Elle) – 4:57 – Darrell "Delite" Allamby (remix)
10. Two Seater – 4:10 – R. Kelly

Traccia bonus
1. Cold Rock A Party (Bad Boy Remix) (feat. Missy Elliott & Puff Daddy) – 4:35

## Classifiche settimanali
| Classifica (1996)         | Posizione massima |
| ------------------------- | ----------------- |
| Billboard 200             | 59                |
| US Top R&B/Hip-Hop Albums | 11                |